# Kérim Ibrahim
Pour les articles homonymes, voir Ibrahim (homonymie).
Kérim Ibrahim, né le 15 décembre 1941 à Palin, est un footballeur togolais évoluant comme attaquant en France dans les années 1960-1970.

## Statistiques
| Saison                | Club                  | Championnat           | Championnat | Championnat | Coupe(s) nationale(s) | Coupe(s) nationale(s) | Compétition(s) continentale(s) | Compétition(s) continentale(s) | Compétition(s) continentale(s) | Total | Total |
| Saison                | Club                  | Division              | M.          | B.          | M.                    | B.                    | Comp.                          | M.                             | B.                             | M.    | B.    |
| 1962-1963             | RC Paris              | D1                    | 1           | 1           | -                     | -                     | -                              | -                              | -                              | 1     | 1     |
| 1963-1964             | RC Paris              | D1                    | 1           | -           | -                     | -                     | C3                             | 1                              | -                              | 2     | 0     |
| 1964-1965             | RC Paris              | D2                    | 2           | -           | -                     | -                     | -                              | -                              | -                              | 2     | 0     |
| Sous-total            | Sous-total            | Sous-total            | 4           | 1           | 0                     | 0                     | -                              | 1                              | 0                              | 5     | 1     |
| 1965-1966             | ?                     | ?                     | -           | -           | -                     | -                     | -                              | -                              | -                              | 0     | 0     |
| 1966-1967             | ?                     | ?                     | -           | -           | -                     | -                     | -                              | -                              | -                              | 0     | 0     |
| 1967-1968             | Entente BFN           | D3                    | -           | -           | 2                     | -                     | -                              | -                              | -                              | 2     | 0     |
| 1968-1969             | Entente BFN           | D3                    | -           | -           | 1                     | -                     | -                              | -                              | -                              | 1     | 0     |
| Sous-total            | Sous-total            | Sous-total            | 0           | 0           | 3                     | 0                     | -                              | 0                              | 0                              | 3     | 0     |
| 1969-1970             | ?                     | ?                     | -           | -           | -                     | -                     | -                              | -                              | -                              | 0     | 0     |
| 1970-1971             | LB Châteauroux        | D2                    | 7           | 3           | -                     | -                     | -                              | -                              | -                              | 7     | 3     |
| 1971-1972             | LB Châteauroux        | D2                    | 25          | 6           | 2                     | 1                     | -                              | -                              | -                              | 27    | 7     |
| 1972-1973             | LB Châteauroux        | D2                    | 21          | 5           | 2                     | 2                     | -                              | -                              | -                              | 23    | 7     |
| Sous-total            | Sous-total            | Sous-total            | 53          | 14          | 4                     | 3                     | -                              | 0                              | 0                              | 57    | 17    |
| Total sur la carrière | Total sur la carrière | Total sur la carrière | 57          | 15          | 7                     | 3                     | -                              | 1                              | 0                              | 65    | 18    |

## Palmarès
- Championnat de France amateur de football (1935-1971) : 
  - Vice-champion : 1968 (Groupe Ouest) et 1969 (Groupe Centre) avec l'Entente Bagneaux Fontainebleau Nemours